# マノウメン郡 (ミネソタ州)
マノウメン郡（英: Mahnomen County、 [məˈnoʊmən] mə-NOH-mən）は、アメリカ合衆国ミネソタ州の北西部に位置する郡である。2010年国勢調査での人口は5,413人であり、2000年の5,190人から4.3％増加した。郡庁所在地はマノウメン市（人口1,214人）であり、同郡で人口最大の都市でもある。マノウメン郡は、その全域がホワイトアース・インディアン居留地の中に入っており、このような郡は州内でも1つだけである。北のポーク郡東部や南のベッカー郡と共にミネソタ州北西部では最大級の牛飼育地域である。  

## 地理
アメリカ合衆国国勢調査局に拠れば、郡域全面積は582.99平方マイル (1,509.9 km2)であり、このうち陸地556.14平方マイル (1,440.4 km2)、水域は26.85平方マイル (69.5 km2)で水域率は4.61％である。

### 主要高規格道路
- アメリカ国道59号線
- ミネソタ州道113号線
- ミネソタ州道200号線

### 隣接する郡
- ポーク郡 - 北
- クリアウォーター郡 - 東
- ベッカー郡 - 南
- ノーマン郡 - 西

## 人口動態

人口ピラミッド

以下は2000年の国勢調査による人口統計データである。
| 基礎データ - 人口: 5,190人 - 世帯数: 1,969 世帯 - 家族数: 1,366 家族 - 人口密度: 4人/km2（9人/mi2） - 住居数: 2,700軒 - 住居密度: 2軒/km2（5軒/mi2） 人種別人口構成 - 白人: 62.85% - アフリカン・アメリカン: 0.13% - ネイティブ・アメリカン: 28.55% - アジア人: 0.06% - その他の人種: 0.31% - 混血: 8.09% - ヒスパニック・ラテン系: 0.89% 先祖による構成 - ドイツ系：29.4％ - ノルウェー系：17.0％ 年齢別人口構成 - 18歳未満: 29.2% - 18-24歳: 7.2% - 25-44歳: 23.5% - 45-64歳: 23.4% - 65歳以上: 16.7% - 年齢の中央値: 38歳 - 性比（女性100人あたり男性の人口） - 総人口: 102.9 - 18歳以上: 98.4 | 世帯と家族（対世帯数） - 18歳未満の子供がいる: 32.4% - 結婚・同居している夫婦: 51.6% - 未婚・離婚・死別女性が世帯主: 11.6% - 非家族世帯: 30.6% - 単身世帯: 27.0% - 65歳以上の老人1人暮らし: 14.9% - 平均構成人数 - 世帯: 2.60人 - 家族: 3.14人 収入と家計 - 収入の中央値 - 世帯: 30,053米ドル - 家族: 35,500米ドル - 性別 - 男性: 23,614米ドル - 女性: 21,000米ドル - 人口1人あたり収入: 13,438米ドル - 貧困線以下 - 対人口: 16.7% - 対家族数: 11.8% - 18歳未満: 21.3% - 65歳以上: 15.3% |

## 都市と郡区
| 都市                                              | 郡区                                                                                                | 郡区 | 国勢調査指定地域   |
| ------------------------------------------------- | --------------------------------------------------------------------------------------------------- | --- | ------------------ |
| - ビジュー - マノウメン - 郡庁所在地 - ウォーバン | - ボーリュー - ビジュー - チーフ - クローバー - グレゴリー - ハイアー - アイランドレイク - ラガード | - レイクグローブ - リトルエルボー - マーシュクリーク - オークランド - ペンビナ - ポプルグローブ - ローズデール - ツインレイクス | - ネイタウォーシュ |